# 程鎮瀛
程鎮瀛（?—?），清朝政治人物。湖北省黃岡縣人。同進士出身。
光緒三十年，會試第53名，殿試三甲83名，補南康縣知縣，因事開復受摘頂處分。民国年間，擔任瓊海關監督。